# Twierdzenie transportu Reynoldsa

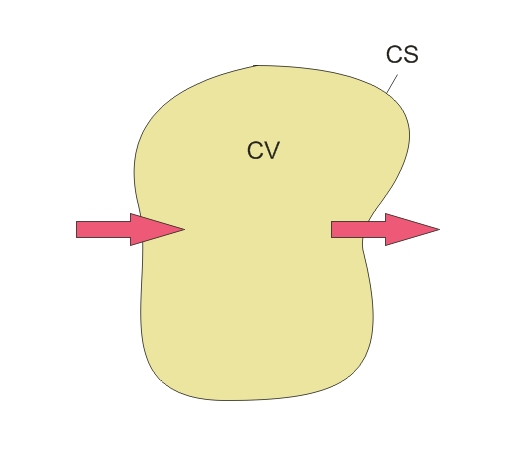
Przepływ przez objętość kontrolną

Twierdzenie transportu Reynoldsa – jedno z kluczowych twierdzeń w dynamice płynów. Umożliwia sformułowanie podstawowych praw wykorzystywanych w dynamice płynów – równania zachowania masy, drugiej zasady dynamiki Newtona oraz praw termodynamiki.
Sens twierdzenia transportu Reynoldsa można wyjaśnić, zakładając układ, w skład którego wchodzi objętość kontrolna CV (patrz rysunek obok) oraz powierzchnia kontrolną CS, przez którą przepływa płyn. Twierdzenie Reynoldsa stwierdza, że:
Szybkość zmian ekstensywnej wartości B w układzie jest równa szybkości zmian ilości tej wartości w objętości kontrolnej oraz zmianie szybkości przepływu tej wartości przez powierzchnię kontrolną.
Przykładem wartości ekstensywnej występującej w równaniu jest masa. Prawo zachowania masy stwierdza, że szybkość przyrostu (bądź spadku) masy jest równa akumulacji masy w objętości kontrolnej oraz różnicy prędkości przepływu przez powierzchnię kontrolną.
Twierdzenie to można zapisać matematycznie w postaci równania:
{\displaystyle {\frac {(dB)}{dt}}={\frac {d}{dt}}\int \limits _{CV}b\rho d\upsilon +\int \limits _{CS}b\rho (V\cdot n)dA}
lub
{\displaystyle {\frac {(dB)}{dt}}=\int \limits _{CV}{\frac {\partial }{\partial t}}b\rho d\upsilon +\int \limits _{CS}b\rho (V\cdot n)dA,}
gdzie:
{\displaystyle B} – wartość ekstensywna,
{\displaystyle b} – wartość intensywna,
{\displaystyle \rho } – gęstość,
{\displaystyle \upsilon } – objętość,
{\displaystyle V} – prędkość przepływu,
{\displaystyle n} – wektor jednostkowy normalny powierzchni kontrolnej.
Postać różniczkowa tego równania z dodatkowymi założeniami nosi nazwę równania Naviera-Stokesa.

## Zastosowanie w inżynierii

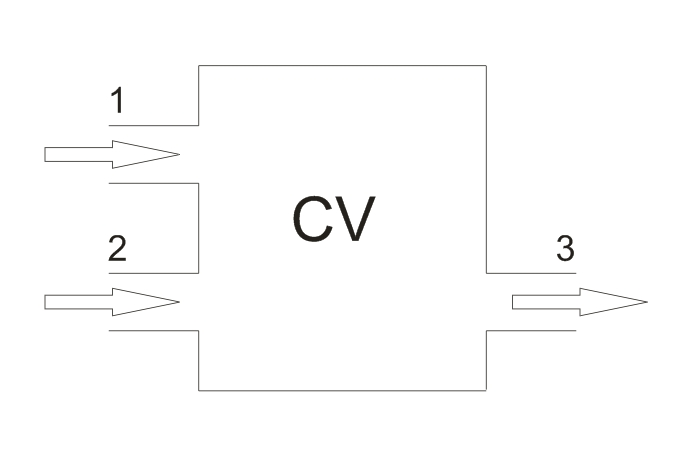
Stała objętość kontrolna

Ponieważ twierdzenie Reynoldsa odgrywa kluczową rolę w dynamice płynów, znajduje szerokie zastosowanie w inżynierii chemicznej oraz innych gałęziach inżynierii, w których spotkać można zagadnienia związane z przepływami płynów. Jeżeli przyjmie się pewne założenia, równanie można przekształcać i upraszczać do postaci, które można łatwo wykorzystać.
Przykładem jest bilans masy. Za wartość ekstensywną przyjmijmy masę {\displaystyle (B=m){:}}
{\displaystyle b={\frac {dB}{dm}}={\frac {dm}{dm}}=1.}
Otrzymujemy:
{\displaystyle {\frac {(dB)}{dt}}={\frac {d}{dt}}\int \limits _{CV}\rho d\upsilon +\int \limits _{CS}\rho (V\cdot n)dA,}
zakładając przepływ ustalony (dm/dt = 0) otrzymujemy:
{\displaystyle 0={\frac {d}{dt}}\int \limits _{CV}\rho d\upsilon +\int \limits _{CS}\rho (V\cdot n)dA,}
jeżeli założymy, że gęstość jest stała ({\displaystyle \partial \rho }/{\displaystyle \partial t=0}) równanie przybierze postać:
{\displaystyle 0=\int \limits _{CS}\rho (V\cdot n)dA,}
zakładamy przepływ jest jednokierunkowy:
{\displaystyle 0=\int \limits _{CS}\rho VdA,}
co można zapisać:
{\displaystyle \sum _{i}\left(\rho _{i}\cdot V_{i}\cdot A_{i}\right)=0} lub {\displaystyle \sum _{i}{\dot {m}}_{i}=0,}
gdzie {\displaystyle {\dot {m}}} przepływ masowy wyrażony w jednostce masy na jednostkę czasu.
Dla przypadku przedstawionego na rysunku obok równanie to przybierze prostą postać:
{\displaystyle \rho _{3}\cdot V_{3}\cdot A_{3}=\rho _{1}\cdot V_{1}\cdot A_{1}+\rho _{2}\cdot V_{2}\cdot A_{2}.}
Jeżeli {\displaystyle \rho =idem}
{\displaystyle V_{3}\cdot A_{3}=V_{1}\cdot A_{1}+V_{2}\cdot A_{2}} (równanie ciągłości strugi).

## Zachowanie masy
Przyjmując za wartość ekstensywną masę, równanie przybiera postać:
{\displaystyle 0={\frac {d}{dt}}\int \limits _{CV}\rho d\upsilon +\int \limits _{CS}\rho (V\cdot n)dA.}

## Zachowanie energii
Jeżeli za wartość ekstensywną przyjmiemy energię, to równanie przyjmie postać:
{\displaystyle E={\dot {Q}}-\sum {}{\dot {W}}={\frac {d}{dt}}\int \limits _{CV}e\cdot \rho d\upsilon +\int \limits _{CS}e\cdot \rho (V\cdot n)dA.}
Jeżeli uwzględnimy wszystkie rodzaje energii (kinetyczną, wewnętrzną, potencjalną i inne) i podstawimy te wyrażenia za {\displaystyle e} otrzymamy postać równania:
{\displaystyle E={\dot {Q}}-\sum {}{\dot {W}}={\frac {d}{dt}}\int \limits _{CV}\rho \left({\frac {V^{2}}{2}}+gz+{\tilde {u}}\right)d\upsilon +\int \limits _{CS}\left({\frac {V^{2}}{2}}+gz+{\tilde {u}}\right)\rho (V\cdot n)dA,}
gdzie:
{\displaystyle Q} – ilość ciepła oddana do układu,
{\displaystyle W} – praca wykonana przez układ.

## Zachowanie pędu
W przypadku gdy za wartość ekstensywną przyjmiemy pęd wartość b (intensywna) staje się prędkością, natomiast lewa strona równania (zgodnie z drugą zasadą dynamiki Newtona) przyjmuje wartość siły.
Równanie można zapisać jako:
{\displaystyle {\frac {d}{dt}}(mV)=\sum _{i}F_{i}={\frac {d}{dt}}\int \limits _{CV}V\rho d\upsilon +\int \limits _{CS}V\rho (V\cdot n)dA.}